# Dan Wall
Dan Wall (* 1954 in Atlanta) ist ein US-amerikanischer Pianist und Organist des Modern Jazz.
Wall, der mütterlicherseits aus einer Familie von Pianisten stammt, hatte als Kind zunächst Gitarre gespielt, bevor er Klavierunterricht nahm und am Ende der 1960er Jahre auch begann, Orgel zu spielen. Wall studierte am Berklee College of Music und ging dann nach New York City. Wall wurde in den 1970er und 1980er Jahren bekannt als Sideman von Musikern wie Steve Grossman, Eddie Gomez, Jeremy Steig, Karl Ratzer, Joe Chambers, Dakota Staton, Jackie Paris und Sheila Jordan; dabei kam es auch zu ersten Schallplattenaufnahmen. Er ging dann zurück nach Atlanta, wo er mit Eddie Harris, Charlie Rouse, Lee Konitz und Al Cohn arbeitete. Für das Label Audiophile nahm er ein Pianoalbum auf. 1992 wurde er Mitglied des Trios von John Abercrombie, mit dem er Alben wie  „While We're Young“, „Tactics“ und „Speak of the Devil“ für das ECM-Label aufnahm.
Wall war außerdem an Aufnahmen von Jerry Bergonzi („Lost In the Shuffle“, 1998 „Wiggy“, 1999), Al Cohn („Skylark“, 1983) und Ernie Krivda („Golden Moments“, 1995) beteiligt.
Im Jahr 1996 erschien Walls erstes Album unter eigenem Namen auf dem Enja-Label, „Off The Wall“, an dem u. a. die kanadische Trompeterin Ingrid Jensen, der österreichische Gitarrist Karl Ratzer und Schlagzeuger Adam Nussbaum mitwirkten. Mit Gastmusikern wie Jerry Bergonzi, Mick Goodrick und Billy Drummond entstand im April 2000 sein zweites Album „On the Inside Lookin In“.
Walls Hauptinstrument ist die Hammond B-3 Orgel; er ist stark von Larry Young beeinflusst. Er unterrichtet seit 2001 als Professor für Jazz-Piano am Oberlin College.